# Azevedo (Portugal)
Pour les articles homonymes, voir Azevedo.
Azevedo est une ancienne paroisse civile portugaise (en portugais : freguesia) de la municipalité de Caminha dans le district de Viana do Castelo. En 2013, Azevedo fusionne avec Venade pour former Venade e Azevedo.

## Histoire
Les premières références à Azevedo remontent au XIIe siècle.
Avec le village de Vile, Azevedo fait à l'origine partie de la paroisse de São Pedro de Varães, dont elle devient indépendante au XVIIe siècle,.
La loi no 11-A/2013 du 28 janvier 2013, portant réorganisation administrative du territoire des freguesias, fusionne Azevedo avec la paroisse voisine de Venade pour former l’União das freguesias de Venade e Azevedo (dont le siège est à Venade).